# Дечани (община)
Община Дечани (на сръбски: Општина Дечани, на албански: Komuna e Deçanit) е община в Призренски окръг, Косово. Общата ѝ площ е 292 км2, а населението е 42 244 души, по приблизителна оценка за 2019 г. Неин административен център е град Дечани.
Община Дечани според според сръбското административно деление до 2000 г. влиза в Печки окръг.